# Onthophagus coracinus
Onthophagus coracinus là một loài bọ cánh cứng trong họ Bọ hung (Scarabaeidae).